# AI Dungeon 2
AI Dungeon ou AI Dungeon 2 est un jeu d'aventure textuelle à code ouvert qui utilise le modèle de génération de texte GPT-2 créé par OpenAI pour générer des intrigues ouvertes et illimitées. Sorti en décembre 2019 par le développeur Nick Walton, le jeu utilise l'intelligence artificielle (IA) formée sur les jeux de chooseyourstory.com pour générer des réponses complexes aux entrées des utilisateurs,,.

## Système de jeu
Lorsqu'un utilisateur commence une partie, il est invité à choisir un genre d'histoire, parmi fantaisie, apocalyptique, cyberpunk, zombies ou mystère, ou bien parmi d'autres scénarios prédéfinis qui ont pu être ajoutés en fonction des demandes des joueurs (comme le scénario de l'île ou le scénario Halloween). L'utilisateur dispose également d'une option Modèle:Custom (« personnaliser ») qui lui permet de saisir sa propre aventure. Certains joueurs partagent ainsi des scénarios que l'on peut choisir de jouer. Le jeu génère une partie, puis permet au joueur de saisir des commandes de texte, qui permettent de faire évoluer un personnage incarné par le joueur à la deuxième personne (« tu »). Dans la plupart des actions, l'IA répond en conséquence.
Les développeurs essaient de rendre le jeu accessible au plus grand nombre de personnes possible par de fréquentes mises à jour, comme en introduisant un système de narrateur pour les personnes malvoyantes.
De plus, un système de parties multijoueurs permet de partager la même aventure avec d'autres joueurs, tout en interagissant avec l'IA.

## Pages de jeu
Lorsqu'on démarre le jeu, on a accès à des pages qui permettent de jouer, de contribuer ou de soutenir les développeurs.